# Kurt Leuenberger
Kurt Leuenberger (15 novembre 1933 – 15 agosto 2000) è stato un calciatore svizzero, di ruolo difensore.

## Carriera

### Club
Ha sempre giocato nel campionato svizzero.

### Nazionale
Ha collezionato 5 presenze con la propria Nazionale.